# Roucamps
Roucamps település Franciaországban, Calvados megyében. Lakosainak száma 226 fő (2018. január 1.). Roucamps Aunay-sur-Odon, Bonnemaison, Campandré-Valcongrain, Danvou-la-Ferrière, Ondefontaine, Le Plessis-Grimoult és Saint-Jean-le-Blanc községekkel határos.

## Népesség
A település népessége az elmúlt években az alábbi módon változott:
| Lakosok száma | 174  | 144  | 158  | 178  | 145  | 206  | 226  | 233  | 228  | 226  |
|               | 1968 | 1975 | 1982 | 1990 | 1999 | 2011 | 2013 | 2015 | 2017 | 2018 |